# 酒に酔つて公衆に迷惑をかける行為の防止等に関する法律
酒に酔つて公衆に迷惑をかける行為の防止等に関する法律（さけによってこうしゅうにめいわくをかけるこういのぼうしとうにかんするほうりつ、昭和36年法律第103号）は、酒に酔っている者の行為を規制し、または救護を要する酩酊者を保護する等の措置を講ずることによって、過度の飲酒が個人的および社会的に及ぼす害悪を防止し、もって公共の福祉に寄与することに関する日本の法律である。通称酩酊防止法、酔っぱらい防止法、めい規法、トラ退治法。
1958年6月15日に発生した、16歳と13歳の姉妹が酒乱の父親を睡眠薬で殺害した事件があったことがこの法律を制定するきっかけとなった。
この法律には罰則規定があるが、それは「酩酊者が公共の場所又は乗物において、公衆に迷惑をかけるような著しく粗野又は乱暴な言動をしたときは、拘留又は科料に処する（第4条1項）」および「警察官の制止を受けた者が、その制止に従わないで前条第一項の罪を犯し、公衆に著しい迷惑をかけたときは、一万円以下の罰金に処する。(第5条2項）」というものであり、酒に酔って、物を壊したり（器物損壊罪）他人への暴行に及んだりする（暴行罪）場合や、警察官の制止を振り切ったりした（公務執行妨害）場合の処罰は、この法律によるものではなく刑法の適用による。
トラ退治法という略称は酩酊者の俗称がトラであるからだという。

## 構成
- 第1条（目的）
- 第2条（節度ある飲酒）
- 第3条（保護）
- 第4条 - 第5条（罰則等）
- 第6条（立入り）
- 第7条（通報）
- 第8条 - 第9条（診察等）
- 第10条（適用上の注意）
- 附則

## 沿革
- 1958年（昭和33年）6月15日 - 16歳と13歳の姉妹が酒乱の父親を絞殺する事件が発生。（本法律制定のきっかけとなった事件）
- 1961年（昭和36年）4月12日 - 紅露みつ、外24名により参議院へ法案を提出する。
  - 4月28日 - 参議院で可決する。
  - 5月19日 - 衆議院で可決し成立する。
  - 6月1日 - 公布する。
  - 6月30日 - 施行する。